# Sylvain Gbohouo
Sylvain Gbohouo, född 29 oktober 1988, är en ivoriansk fotbollsmålvakt som spelar för Wolkite City. Han har även representerat Elfenbenskustens landslag. År 2022 stängde FIFA av honom i 18 månader efter att han testat positivt för trimetazidine.